# Those lazy-hazy-crazy days
Those lazy-hazy-crazy days es el 44to episodio de la serie de televisión norteamericana Gilmore Girls.

## Resumen del episodio
Lorelai tiene un sueño increíble: está con Luke y ambos van a tener gemelos; mientras tanto, Rory y Paris siguen en Washington y tienen la oportunidad de interactuar con varios senadores. Además, Paris recibe la invitación de un muchacho de Princeton, Jamie, para una cita, y Rory la ayuda a prepararse. Cuando Rory regresa a Stars Hollow (donde Taylor está organizando el festival de verano del pueblo), se toma el viernes libre para pasar la tarde con Dean, aunque grande es su sorpresa al descubrir que Jess no le ha respondido sus cartas durante el verano y tiene una enamorada. Así, cuando Lorelai ve que Rory se incomoda con Jess y su chica, ella se sorprende al oír que se besó con Jess. Lorelai le recomienda a Rory que decida entre Dean y Jess; y cuando Lorelai va a casa de sus padres y les da las noticias de Christopher y por qué ella no va a seguir con él, ambos discuten y le echan la culpa por esperar mucho. Finalmente, cuando Lorelai va donde Luke y se lamenta de haber perdido a Christopher, él se encarga de animarla, y así ambos se amistan de la pelea que tenían desde tiempo atrás. Y al volver a casa ya algo mejor, Rory le cuenta a Lorelai que al pensarlo, supo que todo el tema de Jess había sido una locura y que quiere hacer bien las cosas con Dean.

## Curiosidades
- Lorelai le dice a su madre que le quedan 12 horas para llamarla, sin embargo como eran las 11 am, le quedan en realidad 13.